# Beli žednjak
Beli žednjak (lat. Sedum album L.) je vrsta roda Sedum L. Cveta u periodu od juna  do jula.

## Opis
Beli žednjak je višegodišnja, razređeno busenasta, gola biljka, visine do 18 cm, sa puzećim odrvenelim stabljikama, koje nose kratke sterilne izdanke i uspravne cvetne stabljike. Listovi su mesnati i goli, naizmenično raspoređeni, zelene ili crvenkaste boje. Mogu biti jajasto-loptasti do linearno cilindrični, dugi do 12 mm. Tupi su, sa kratkom ostrugom. Na gornjoj strani su blago spljošteni. Cvetovi su petočlani, dvopolni, sa kratkim drškama (1—4 mm). Skupljeni su u guste cimozne cvasti. Čašični listići su zeleni, jajasti i tupi, sa tri nejasna nerva, srasli pri osnovi. Krunični listići su lancetasti, dugi 2—4 mm, beli ili svetlo crvenkasto-ljubičasti. Prašnici su malo kraći od kruničnih listića. Ima ih 10. Prašnice su crvenosmeđe. Plodovi su beličasto-ružičasti, petodelni, uspravni, suženi u stubić, dugi do 5 mm. Seme je duguljasto, svetlo smeđe. Zabeleženi su različiti brojevi hromozoma (2n = 34, 51, 68, 102, 136).

## Stanište i rasprostranjenje
Beli žednjak naseljava kamenita mesta, na karbonatnoj i ultramafitskoj podlozi, ali i travne asocijacije, kao i četinarske i lišćarske šume. Njime se hrani jedna vrsta leptira apolon.
Rasprostranjen je u Evropi, Aziji i severnoj Africi.

## Poreklo naziva vrste
Naziv roda Sedum, potiče od reči sedare, što ukazuje na njihovu rasprostranjenost na stenama i kamenjarima, ili sedare može značiti i umirenost, jer se koristi kao protivupalno sredstvo pri lečenju rana dok album, označava belo, odnosno boja cvetova. 

## Lekovitost i upotreba
Listovi su mesnati, bogati vodom i kalcijumom pa se koriste kao salata. U narodnoj medicini se koriste kod rana ili kod opekotina.

## Varijabilnost vrste
Beli žednjak je veoma varijabilna vrsta, posebno u pogledu oblika i veličine listova. Obuhvata dve podvrste:
- [2][3]

## Galerija
- Sedum album
- Sedum album
- Sedum maximum
- Sedum ochroleucum
- Sedum album

## Spoljašnje veze
- The Euro+Med PlantBase - the information resource for Euro-Mediterranean plant diversity
- Tropicos